# Palacio fortificado de los Altarriba
El palacio fortificado de los Altarriba es un edificio del siglo XVI situado en Permisán, localidad del municipio de Ilche, en la provincia de Huesca (España). En 2024 se encontraba en estado ruinoso y forma parte de la Lista Roja de Hispania Nostra.

## Historia
El palacio fue construido en el siglo XVI, cuando se encontraba en la baronía de Francisco Altarriba. Permaneció en la familia,  hasta por lo menos principios del siglo XVII, cuando Juan Bautista Labaña relata que pertenecía a Pedro de Altarriba, señor de las baronías de Huerto y Alpuente. A finales del siglo XVII pasó por herencia a pertenecer a los condes de Fuentes y duques de Solferino.
Los condes de Fuentes donaron el edificio a la parroquia, que lo convirtió en una abadía. La abadía se mantuvo hasta principios de la Guerra civil.
En el siglo XX el edificio pertenecía al obispado de Lérida, que dejó decaer el edificio. En 1995 pasó a pertenecer al obispado de Barbastro-Monzón dentro de la reorganización de ambas diócesis y el conflicto de los bienes de la Franja.
En mayo de 2005 se incluyó en la lista de castillos Bienes de Interés Cultural, publicado en el Boletín Oficial de Aragón del 22 de mayo de 2006.
En 2010 el obispado retiró el tejado para evitar el hundimiento y desde entonces se están hundiendo las plantas del interior. La Iglesia entregó en 2023 la propiedad al ayuntamiento de Ilche, tras una solicitud en 2022 del alcalde Pedro Peropadre y los permisos de la Santa Sede. A 2024 el edificio se encuentra en abandono y el interior está inhabitable.

## Descripción

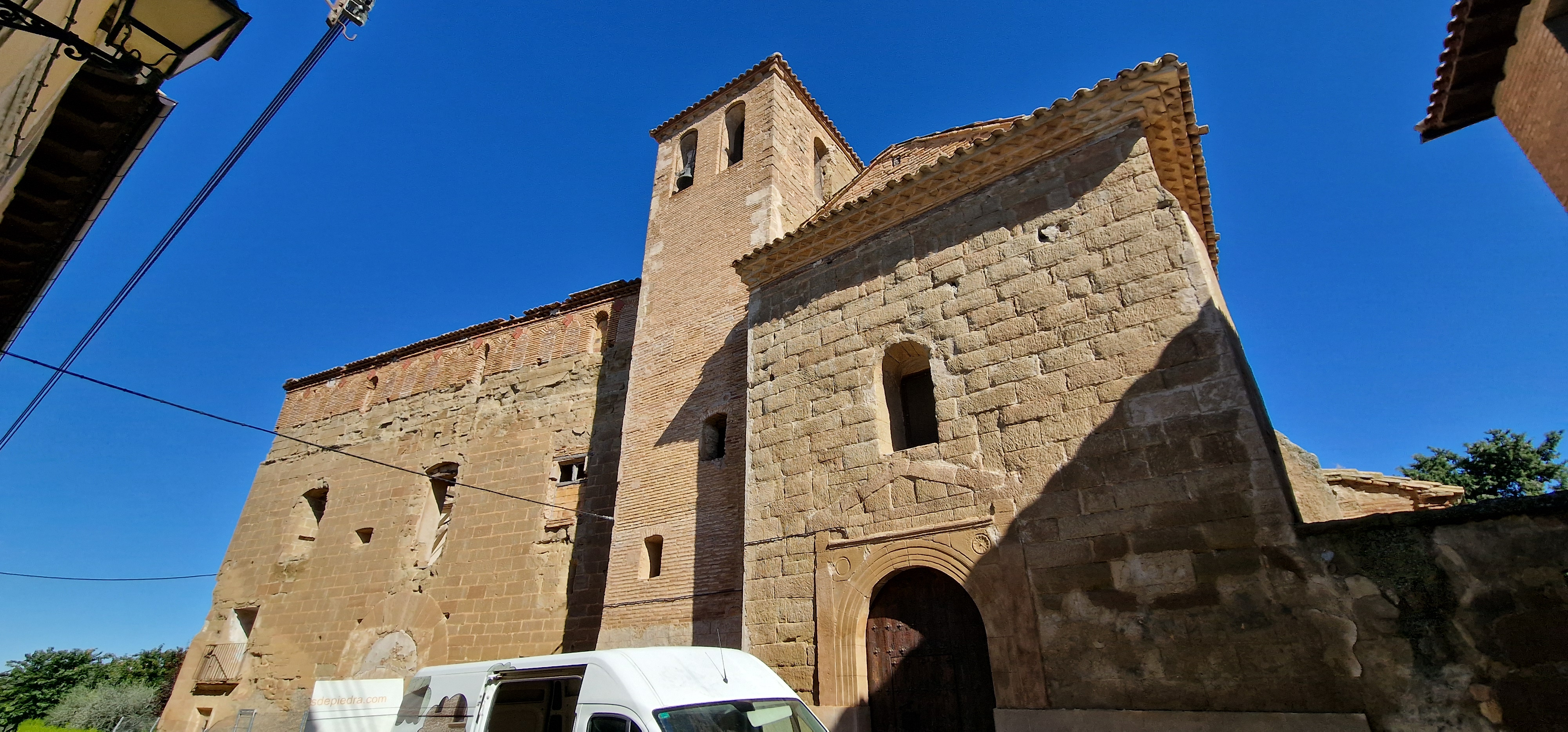
Fachada de principal del palacio con la entrada con arco de medio punto, a la derecha la iglesia parroquial de Santa Ana, cuyo campanario corresponde a la torre del palacio.

El edificio se encuentra en la localidad de Permisán, en el extremo noroeste del caserío, al lado de la carretera de Barbastro. Es de una tipología similar a los de Larrés o Baells.
El edificio es de planta rectangular de unos 19 x 14 metros, realizado en sillería escuadrada, a excepción de la galería de arquillos en la última planta que es de ladrillo, fruto de un añadido posterior. Tiene algunos vanos interesantes con arcos rebajados y la puerta de ingreso tiene dovelas. Además, todo el basamento tiene un talud y una imposta abocelada que recorre el perímetro del edificio a bastante altura.
En las esquinas noroeste y sureste se encuentran dos torres cuadradas. La torre de la esquina noroeste, de unos 6 metros de anchura, está muy fortificada, con pequeñas aspilleras derramadas al interior. La torre de la esquina sudeste se ha convertido en la torre de la iglesia parroquial de Santa Ana.
Cristóbal Guitart dice que es el único ejemplo en Aragón de palacio preparado para la artillería.